# 왕둥싱

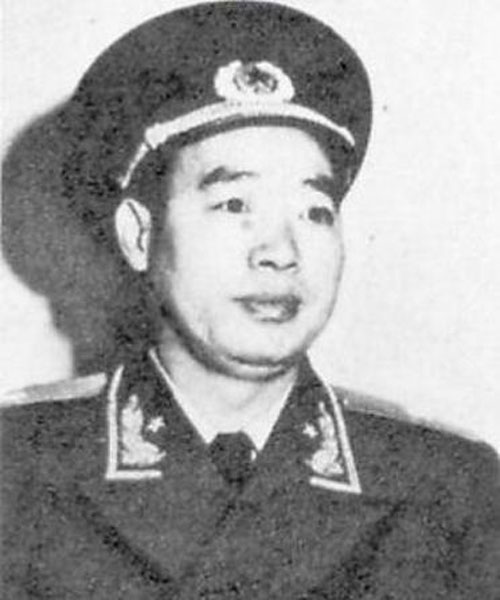
왕둥싱

왕둥싱(중국어 간체자: 汪东兴, 정체자: 汪東興, 병음: Wāng Dōngxìng, 한자음: 왕동흥, 1916년 1월 9일 ~ 2015년 8월 21일)은 중화인민공화국의 정치인이다. 오랫동안 마오쩌둥의 경호 책임을 맡았다.

## 생애
빈농의 가정에서 태어났다. 1932년, 중국 공산주의 청년단의 단원에서 중국 공산당에 입당했으며, 중국공농홍군(홍군)에 참가했다. 홍군 제2 야전위원회의 정치위원과 팔로군 위생부 부주임 조직과 과장, 베순국제평화총위원 정치위원 등을 맡아서 옌안까지의 장정에도 참가했다. 국공 내전에서는 중앙직속대 사령부 부참모장을 지냈다. 1947년부터 마오쩌둥 또는 저우언라이의 경호를 맡았다.
1949년 중화인민공화국이 건국되면서, 정무원 비서청 부주임과 공안부 부부장, 당 중앙서기처 판공처 부청장 겸 당 중앙경위단 단장 등을 역임했다. 1955년에는 소장 계급이 부여되었으며, 중난하이 내부 경비를 맡았다. 1957년에 장시성 부성장으로 좌천되지만, 1968년에 당 중앙판공청 주임, 중앙경위국 당위원회 제1서기, 총참모부 경위국장으로서 중앙에 복귀했다. 1969년의 제9차 당대회에서 정치국 후보위원, 1973년의 제10차 당대회에서 정치국 위원으로 선출되었다. 문화 대혁명 시기에 덩샤오핑과 마오쩌둥 사이의 가교 역할을 담당하여, 덩샤오핑의 근황을 편지로 보고했다.
1976년 9월에 마오쩌둥이 사망한 이후, 화궈펑과 협력하여 자신이 지휘하는 중앙판공청 경위국 중앙경위단 8341부대를 통해 사인방을 체포했다. 그 당시의 공적에 의해 1977년에 당 부주석과 중앙정치국 상무위원에 선출되었다. 마오쩌둥의 유훈을 받았다고 여겨졌던 화궈펑 등의 ‘범시파(凡是派)’가 권력을 잡았지만, 1978년 덩샤오핑이 복권되면서 ‘범시파’는 점차 열세가 되었고 11기 3중전회에서 비판을 받아 중앙판공청 주임 등의 직무에서 해임되었다.
1980년 2월, 중국공산당 중앙위원회 제11기 5중전회에서 당 부주석과 중앙정치국 상무위원직을 사임하고, 화궈펑과 함께 공식적인 정치 무대에서 물러났다. 1982년 9월, 제12차 당 대회에서 중앙위원 후보, 1985년부터는 당 중앙고문위원회 위원에 선출되었다.
| 전임 양상쿤 | 중국공산당 중앙판공청 주임 1965년 ~ 1978년 | 후임 야오이린 |